# Kubokawa Tsurujirō
Kubokawa Tsurujirō (japanisch 窪川 鶴次郎; * 25. Februar 1903 in Kikugawa, Präfektur Shizuoka; † 15. Juni 1974) war ein japanischer Literaturkritiker.

## Leben
Nach der Kakegawa-Mittelschule ging er auf die damalige Kanazawa-Oberschule und lernte Nakano Shigeharu kennen. Dadurch begeisterte er sich für Literatur, obwohl er zu den Naturwissenschaften tendierte. Wegen seines Verlangens nach Literatur brach er die Oberschule ab, ging nach Tokio und arbeitete in einer Postsparkasse. Zusammen mit Nakano, der des Studiums wegen nach Tokio gekommen war, begann er sich erneut literarisch zu betätigen und wurde Mitglied der Zeitschrift Roba (Esel), der auch Leute wie Hori Tatsuo angehörten. In dieser Zeit lernte er Tajima Ineko kennen und heiratete sie. Auf seiner und Nakanos Anregung hin veröffentlichte Ineko Kyarameru-kōba kara (Aus der Bonbonfabrik) und trat unter Kubokawa Ineko als eine aufstrebende Autorin proletarischer Literatur auf, während Tsurujirō wenig Erfolg hatte. Nur das in der Novemberausgabe der NAPF 1930 veröffentlichte Gedicht Satogo ni yarareta okei wurde in ein Lied verwandelt und fand große Verbreitung.
Ab 1931 war Kubokawa als Literaturkritiker anerkannt. Im Januar 1932 trat er der Kommunistischen Partei Japans bei, weswegen er am 24. März festgenommen und am 4. Mai angeklagt wurde. Im folgenden Jahr erlitt er im Gefängnis einen Tuberkuloserückfall und wurde im November unter der Bedingung, sich nicht mehr politisch zu betätigen, auf Kaution freigelassen. Nachdem 1934 die Schriftsteller-Vereinigung aufgelöst worden war, erweiterte er sein Betätigungsfeld auch auf Literatur- und kulturpolitische Zeitschriften. Es gab Zeitschriften wie die heute als wesentlich angesehene 1939 vom Chūō Kōron-Verlag veröffentlichte Gendai Bungaku Ron (Essays über moderne Literatur). In diesen Essaysammlungen warnte Tsurujirō vor zum Krieg neigender Literatur und strebte nach dem Leitbild einer Literatur, die die tatsächliche Gesellschaft schildern sollte.
Wegen Tsujirōs Affären verschlechterte sich indessen die Ehe mit Ineko. 1938 kam ein Verhältnis mit der 19 Jahre älteren Tamura Toshiki ans Licht; 1945 ließen sie sich scheiden und Ineko änderte ihren Schriftstellernamen in Sata Ineko. Daraufhin schrieb sie einige Romane, die ihre Beziehung als Grundlage hatten.
Nach dem Krieg nahm Tsurujirō an der Gründung der Literaturgesellschaft Neues Japan teil und setzte seine Kritikertätigkeit vom Standpunkt demokratischer Literatur aus fort, aber mit den fünfziger Jahren konzentrierte er sein Engagement auf die Lehrtätigkeit an der Nihon-Universität und nahm seine Kritikertätigkeit kaum noch wahr. Stattdessen beschäftigte er sich viel mit Tanka-Erörterungen, in denen die Ishikawa-Takuboku-Forschung eine zentrale Rolle spielte, und in seinen späteren Lebensjahren war er als Takuboku-Forscher bekannt.